# Santa Maria Ognibene (Nápoly)
A Santa Maria Ognibene egy nápolyi barokk templom. 1630 és 1666 között Francesco Magnocavallo építette a hasonló nevű testvériség számára. Mai külsejét Nicola Tagliacozzi Canale 18. századi átépítése nyomán érte nyerte el. Oltára, mely Giuseppe Marullo alkotása, a Szűzanyát ábrázolja Szent Januariusszal és Szent Biagioval.

## További információ
- A Wikimédia Commons tartalmaz Santa Maria Ognibene témájú kategóriát.